# Joachim II Hector van Brandenburg
Joachim II Hector van Brandenburg (Cölln, 13 januari 1505 - Köpenick, 3 januari 1571) was van 1535 tot aan zijn dood keurvorst van Brandenburg. Hij behoorde tot het huis Hohenzollern. Hij introduceerde het protestantisme in Brandenburg.

## Levensloop
Joachim II Hector was de oudste zoon van keurvorst Joachim I Nestor van Brandenburg en Elisabeth van Denemarken. Zijn vader liet hem een erfverdrag ondertekenen waarin hij moest zweren om rooms-katholiek te blijven. Op die manier kon Joachim Nestor zijn jongere broer, prins-bisschop Albrecht van Mainz, assisteren. Albrecht had namelijk hoge geldsommen geleend bij de bankiersfamilie Fugger om de Heilige Stoel te kunnen betalen voor zijn benoeming tot bisschop van Halberstadt, alsook voor een dispensatie zodat hij tegelijk aartsbisschop van Mainz en aartsbisschop van Maagdenburg kon zijn. 
Joachim Nestor had deze cumulatie van functies meegefinancierd en kwam met zijn broer overeen dat Albrecht deze kosten zou terugbetalen door aflaten aan zijn onderdanen te verkopen. Keurvorst Johan Frederik I van Saksen, die de kandidatuur van Albrecht als bisschop van Mainz had gesteund, had echter de praktijk van aflaten verboden onder invloed van Maarten Luther. De terugbetaling van de schulden aan de bankiersfamilie Fugger hing dus af van de aflatenverkoop aan de katholieke bevolking van Brandenburg. 
In 1535 volgde Joachim II Hector zijn vader op als keurvorst van Brandenburg. Na het overlijden van zijn vader en van zijn schoonvader koning Sigismund I van Polen in 1548 werd hij een steeds grotere voorstander van de Protestantse Reformatie. Het was pas in 1555 dat hij zijn sympathie voor het lutheranisme officieel toegaf, omdat hij een open confrontatie met zijn bondgenoot keizer Karel V wilde vermijden. Daarvoor had Joachim Hector in Brandenburg een conservatieve kerkorde ingevoerd die gebaseerd was op de Lutheraanse doctrine, maar waarbij er nog wel plaats was voor vele traditionele religieuze instituties en voorschriften, zoals het episcopalisme, Latijnse misvieringen, liturgisch drama en de heiligenkalender. Daarom wordt er gesteld dat hij de Reformatie introduceerde uit opportunisme en tegen zijn werkelijke religieuze overtuigingen.
Begin 1539 werd op de Rijksdag van rijksvrije vorsten, waarbij ook Joachim II Hector, door de lutheraanse woordvoerder Philipp Melanchthon onthuld dat de anti-Joodse pogroms van 1510 gebaseerd waren op een geveinsde hostieontwijding. Deze pogrom had ervoor gezorgd dat de Joden uit Brandenburg verbannen waren. In een privéonderhoud met keurvorst Joachim II Hector pleitte de Joodse advocaat Josel von Rosheim ervoor om de Joden opnieuw toe te laten tot Brandenburg en op 25 juni 1539 ging Joachim II Hector op dit verzoek in. 
Zijn schoonmoeder Barbara Zápolya was een zus van Johan Zápolya, die vanaf 1526 de vacante Hongaarse troon claimde nadat koning Lodewijk II Jagiello was gesneuveld in de strijd tegen het Ottomaanse Rijk. Joachim Hector steunde echter Johans rivaal Ferdinand I van Habsburg, die ook de Hongaarse troon claimde en de Ottomanen bekampte. In 1542 assisteerde Joachim Hector Ferdinand bij het beleg van Boeda, waarbij hij een leger samengesteld uit Oostenrijkse, Hongaarse, Duitse, Boheemse, Italiaanse en Dalmatische troepen leidde. Hij was echter geen doorgewinterde krijgsheer en moest zich uiteindelijk terugtrekken met zijn troepen. In 1542 werd hij bij het beleg van Pest opnieuw verslagen door de Ottomanen. 
Joachim Hector was de schoonbroer van koning Sigismund II August van Polen. In 1569 huldigde hij Sigismund II August zodat Joachim Hector en zijn nakomelingen aangesteld werden tot erfopvolgers van het hertogdom Pruisen als de Pruisische linie van het huis Hohenzollern zou uitsterven.
In januari 1571 stierf Joachim Hector op 65-jarige leeftijd in het Slot Köpenick, dat hij in 1558 zelf had gebouwd. Ook liet hij in 1542 het jachtslot Grunewald en in 1559 de Citadel van Spandau bouwen, waardoor hij 2,5 miljoen gulden staatsschuld naliet.

## Huwelijken en nakomelingen
Op 6 november 1524 huwde hij met Magdalena van Saksen (1507-1534), dochter van hertog George van Saksen. Ze kregen zeven kinderen:
- Johan Georg (1525-1598), keurvorst van Brandenburg
- Barbara (1527-1595), huwde in 1545 met hertog George II van Brieg
- Elisabeth (1528-1529)
- Frederik (1530-1552), aartsbisschop van Maagdenburg en bisschop van Halberstadt
- Albrecht (1532-1532)
- Georg (1532-1532)
- Paul (1534-1534)

Op 29 augustus of 1 september 1535 huwde hij met zijn tweede echtgenote Hedwig (1513-1573), dochter van koning Sigismund I van Polen. Ze kregen zes kinderen:
- Elisabeth Magdalena (1537-1595), huwde in 1555 met hertog Frans Otto van Brunswijk-Lüneburg
- Sigismund (1538-1566), aartsbisschop van Maagdenburg en bisschop van Halberstadt
- Hedwig (1540-1602), huwde in 1560 met hertog Julius van Brunswijk-Wolfenbüttel
- Sophia (1541-1564), huwde in 1561 met de Boheemse edelman Willem van Rosenberg
- Joachim (1543-1544)
- een doodgeboren dochter (1545)

## Voorvaderen
| Joachim II Hector van Brandenburg             | Joachim II Hector van Brandenburg                                                   | Joachim II Hector van Brandenburg                                                   | Joachim II Hector van Brandenburg                                                   | Joachim II Hector van Brandenburg                                                   | Joachim II Hector van Brandenburg                                                   | Joachim II Hector van Brandenburg                                                   | Joachim II Hector van Brandenburg                                                   | Joachim II Hector van Brandenburg                                                   |
| --------------------------------------------- | ----------------------------------------------------------------------------------- | ----------------------------------------------------------------------------------- | ----------------------------------------------------------------------------------- | ----------------------------------------------------------------------------------- | ----------------------------------------------------------------------------------- | ----------------------------------------------------------------------------------- | ----------------------------------------------------------------------------------- | ----------------------------------------------------------------------------------- |
| Overgrootouders                               | Albrecht Achilles van Brandenburg (1414–1486) ∞ Margaretha van Baden (1431-1457)    | Albrecht Achilles van Brandenburg (1414–1486) ∞ Margaretha van Baden (1431-1457)    | Willem III van Saksen (1425-1482) ∞ Anna van Oostenrijk (1432-1462)                 | Willem III van Saksen (1425-1482) ∞ Anna van Oostenrijk (1432-1462)                 | Christiaan I van Denemarken (1426-1481) ∞ Dorothea van Brandenburg (1430-1495)      | Christiaan I van Denemarken (1426-1481) ∞ Dorothea van Brandenburg (1430-1495)      | Ernst van Saksen (1431–1468) ∞ Elisabeth van Beieren (1443-1484)                    | Ernst van Saksen (1431–1468) ∞ Elisabeth van Beieren (1443-1484)                    |
| Grootouders                                   | Johann Cicero van Brandenburg (1455–1499) ∞ Margaretha van Saksen (1449-1501)       | Johann Cicero van Brandenburg (1455–1499) ∞ Margaretha van Saksen (1449-1501)       | Johann Cicero van Brandenburg (1455–1499) ∞ Margaretha van Saksen (1449-1501)       | Johann Cicero van Brandenburg (1455–1499) ∞ Margaretha van Saksen (1449-1501)       | Johan van Denemarken (1455–1513) ∞ Christina van Saksen (1461–1521)                 | Johan van Denemarken (1455–1513) ∞ Christina van Saksen (1461–1521)                 | Johan van Denemarken (1455–1513) ∞ Christina van Saksen (1461–1521)                 | Johan van Denemarken (1455–1513) ∞ Christina van Saksen (1461–1521)                 |
| Ouders                                        | Joachim I Nestor van Brandenburg (1484-1535) ∞ Elisabeth van Denemarken (1485-1555) | Joachim I Nestor van Brandenburg (1484-1535) ∞ Elisabeth van Denemarken (1485-1555) | Joachim I Nestor van Brandenburg (1484-1535) ∞ Elisabeth van Denemarken (1485-1555) | Joachim I Nestor van Brandenburg (1484-1535) ∞ Elisabeth van Denemarken (1485-1555) | Joachim I Nestor van Brandenburg (1484-1535) ∞ Elisabeth van Denemarken (1485-1555) | Joachim I Nestor van Brandenburg (1484-1535) ∞ Elisabeth van Denemarken (1485-1555) | Joachim I Nestor van Brandenburg (1484-1535) ∞ Elisabeth van Denemarken (1485-1555) | Joachim I Nestor van Brandenburg (1484-1535) ∞ Elisabeth van Denemarken (1485-1555) |
| Joachim II Hector van Brandenburg (1505-1571) |                                                                                     |                                                                                     |                                                                                     |                                                                                     |                                                                                     |                                                                                     |                                                                                     |                                                                                     |